# Mecano (libro tour 1989)
"Mecano" (así a secas, sin ningún otro título adicional) es el nombre de una publicación impresa en formato de folleto-libro a cerca de la agrupación española homónima. Básicamente en este "libro" se hace una exposición detallada de lo que ha sido la gira de conciertos de 1988 y 1989. La autoría del texto de esta obra impresa está a cargo de José Ramón Pardo, conocido periodista musical español. La empresa que lo promociona dicho artículo es el sello discográfico BMG Ariola España.
No se puede decir que esta obra impresa sea un libro en el estricto sentido de la palabra pues porque no reúne las características de un libro como tal: Es delgado en grosor y su extensión en páginas es muy corta, 24 páginas en total de las cuales sólo 11 de ellas traen texto netamente explicativo con detalles a acerca del grupo y de la gira de conciertos. Las demás páginas están ocupadas por fotografías, esto sin contar las páginas de presentación y la página final de créditos. Para efectos de mercadeo se ha rotulado a este folleto como un libro.

## Diseño, contenido y secciones
El diseño gráfico del libro guarda relación con el del álbum al que pertenece, "Descanso dominical", en la portada del mismo encontramos sobre un fondo blanco el nombre del grupo escrito en letras negras minúsculas, pero de gran tamaño, sin ningún otro título o frase que adorne la carátula. Hacía el lado derecho de la tapa ponen la imagen de una guacamaya — a la que adrede se le han editado los colores, exagerándolos — con las alas abiertas que ha sido fotografiada desde atrás... El ave está puesta en una posición inclinada, no está derecha con respecto a la vertical. En la contraportada del libro encontramos la misma guacamaya roja con alas extendidas que adorna la contraportada del LP.
El libro no contiene un índice como tal; pero está claramente dividido en secciones diferenciadas unas de otras por títulos en letras blancas escrito todo en mayúsculas resaltadas sobre un fondo negro. Las secciones son las siguientes:
- Diez años después (pág.3) no es una sección propiamente dicha, se trata más bien de la página de presentación y en ella se puede ver una nota dedicatoria y el autógrafo de Ana Torroja y en la parte inferior la rubrica de Nacho Cano.

- Hacemos un balance de lo bueno y malo (pp. 4-5) se resumen en 5 párrafos la evolución del grupo desde los inicios de "La Movida" hasta su momento de madurez técnica y conceptual con la llegada de "Entre el cielo y el suelo" y el lanzamiento del nuevo álbum, "Descanso dominical". En la página 6 se describe el desarrollo en ventas y una breve cronología de singles extraídos de "Descanso dominical" y su paso por las listas del Hit Parades españoles esto acompañado con gráfica de la lista de Rockopop, Lista Nacional de Ventas de LP-Casetes y discos compactos de la semana del 27 de febrero al 4 de marzo de 1988. En la página 7 imagen de un artículo periodístico titulado "Mecano, exportadores del pop", texto de Maite Nieto y fotografías de Ricardo Gutiérrez.

- ...De video en video... (pp. 8 y 9) Es una sección en donde se muestran diferentes fotogramas de 3 videoclips filmados por el grupo: "No hay machar en Nueva York", "Figlio della Luna" y, "La fuerza del destino" y además se da una breve reseña introductoria a cerca de cada videoclip con su respectiva ficha de créditos de filmación de cada uno en donde se nombrar a los directores, productores, fecha de filmación del video, locaciones, guionista, editores, director de fotografía y demás.

- 1988 gira apoteósica (pp.10 y 11) en la página 10 se muestran fotos de algunos conciertos así como también reproducción en miniatura de 2 artículos de periodísticos sobre el grupo de El País y de Diario 16, ambos del 10 de septiembre de 1988. En la página 11 un resumen del Tour de 1988 dentro del territorio español desde su fecha de inicio el 26 de junio en Orense hasta el 30 de septiembre en Sevilla. Se hace mención también de dos de sus conciertos más notables, el primero realizado en la Plaza de Toros de Las Ventas de Madrid el 8 de septiembre de 1988 y el segundo realizado una semana después en la Plaza de Todos La Monumental de Barcelona el 16 de septiembre. Se adjunta también imagen en miniatura de una invitación al concierto de Las Ventas. Y por último se da una lista de los nombres de las personas que integran el Equipo Técnico en la gira española.

- Foto central (pp.12 y 13) no es una sección como tal; pero estas páginas marcan el centro del libro y están ocupadas por una foto que cubre ambas páginas y nos muestra a los tres Mecano en una sesión de fotografías realizada en Italia.

- Especial Mecano en vivo (pág.15) se muestra el anuncio para la promoción del concierto del grupo en la Plaza de Toros de Las Ventas patrocinado por Coca-Cola y transmitido para televisión por TVE 2.ª. Cadena a las 22:20 horas. También se hace mención de los responsables de dicho espectáculo como lo son la producción ejecutiva, la empresa responsable del sonido en directo, el ingeniero de sonido, la unidad móvil, la iluminación y escenario, ayudantes de realización, mánager tour, etc. Todo el anuncio aparece sobre la imagen panorámica exterior aérea de la plaza de toros similar a una marca de agua en color verde pálido.

- Haciendo las Américas (pp.16-17) reseña de la gira de conciertos de Mecano a lo largo del continente americano comenzando desde el mes de noviembre de 1988 en México en donde no sólo hicieron visitas promocionales en algunos programas estelares de televisión sino que también el grupo se presentó en 15 ciudades a lo largo del páis azteca presentándose en Monterey, Tijuana, Guadalajara, Acapulco, Chihuahua, San Luis de Potosí y Puebla... en México D.F. realizaron dos conciertos masivos. En Venezuela se presentan en el programa musical "Sábado Sensasional" transmitido en esa ocasión desde la Plaza de Toros de Mérida ante 25.000 espectadores. En resumen entre 1988 y 1989 visitaron ciudades como San Francisco, Los Ángeles, Puerto Rico, Miami, San Antonio, Chicago, Nueva York, Caracas, Mérida, Guatemala, San Juan, Bogotá, Medellín y Cali. En la página 17 seis fotografías de su paso por la ciudad de Los Ángeles.

- Australia: Exposición Universal 88 (pp.18-19) en la primera de estas dos páginas se muestra un compilado de fotos de los integrantes del grupo en varios sitios de Australia durante la Expo 88 y en la página 19 un muy breve resumen de sus dos actuaciones en la ciudad de Brisbane, el 29 de octubre de 1988 en donde compartieron escena con Bryan Ferry y el día siguiente presentándose ellos solos ante más de 5.000 personas. Esta segunda actuación en solitario de Mecano en Brisbane fue retransmitido por la televisión australiana que lo emitió tanto para toda Australia como para Japón. Las fotos que aquí se muestran, de Mecano en el escenario, fueron tomadas por el hermano de la vocalista, Yago Torroja.

- Ma che bella, L'Italia (pp.20-21) en cinco párrafos se nos expone la estrategia de promoción de Mecano en Italia con la publicación de un álbum cantado completamente en italiano titulado "Figlio della Luna" contentivo de 8 canciones de "Descanso dominical" y 2 temas de "Entre el cielo y el suelo" más un tema instrumental, que sería el próximo paso lógico a seguir después de haber conquistado ya el mercado Suramericano y la parte latina de los EE. UU. El texto va acompañado de una foto en miniatura de la carátula del álbum y seis fotografías más de Mecano en diversos lugares de Italia junto con imágenes miniaturizadas de dos artículos periodísticos italianos a cerca del grupo.

- Créditos (pág.23) se mencioa aquí los créditos correspondientes a esta obra impresa.

## Introducción en Italia y Francia
La aventura internacional de Mecano empezó en América. Pero Europa es siempre un desafío para cualquier artista español y el grupo comienza a afrontar esa nueva responsabilidad. Su trampolín de lanzamiento es Italia y la estrategia lleva tiempo madurándose. Se podía pensar, simplemente, en lanzar el último álbum en Italia traduciendo una o dos canciones tan sólo, o incluso todas ellas. Pero se ha preferido hacer un acoplamiento especial, pensando en el público italiano, teniendo como base "Descanso dominical", pero con la inclusión d dos temas de "Entre el cielo y el suelo", que son "Cruz de navajas" e "Hijo de la Luna".

El montaje final se compone de nueve canciones interpretadas en italiano y un tema, "Por la cara", instrumental. Las versiones italianas, bastante fieles a las originales, con la salvedad de los giros típicos de cada idioma, se deben al letrista Marco Luberti. El álbum lleva por título "Figlio della Luna", traducción italiana de "Hijo de la Luna" y el resto del repertorio es éste: "La forza del destino" ("La fuerza del destino"), "Croce di lame" ("Cruz de navajas"), "Uno di quegli amanti" (Los amantes), "Fermati a Madrid" ("Quédate en Madrid"), "Vado a Nuova York" ("No hay marcha en Nueva York"), "Per lei contro di lei" ("Mujer contra mujer"), "Il cinema" ("El cine"), "Un anno di più" ("Un año más"), "Por la cara".
Para su lanzamiento en Italia, que tendrá lugar en los últimos días del mes de marzo, se ha rodado un video de "Figlio della Luna" expresamente para Italia, con la colaboración de uno de los mejores directores de fotografía de España como es Teo Escamilla. El primer single será precisamente "Figlio della Luna" cuyo texto italiano es también de gran belleza poética.
Para ayudar a la introducción en el mercado italiano Mecano tiene previstas una serie de acciones promocionales en Roma y Milán que les tendrán intensamente ocupados durante los meses de abril y mayo lo que significa que a partir de ahora en lugar de repartir su tiempo, como hasta este momento, entre España y América, deberán compartirlo también con el mercado europeo y su agenda se apretará todavía un poco más.
Reforzando la estrategia europea en mayo se empieza con el trabajo en Francia y en septiembre en Alemania y los países centroeuropeos.

En Francia el primer single que se edita es "No hay marcha en Nueva York", y dada la afición de aquel país por el "swing", promete ser un fuerte "tube".
Simultáneamente, se ha empezado a trabajar en las adataciones al francés, para la edición en este idioma del LP en el próximo mes de septiembre.
Texto de la sección "Ma che bella, L'Italia" del libro "Mecano".

## Créditos del libro
- Fotos: Lucio Villalba, Michael Wray, Peppe D'Arvia y Pablo Guz.
- Texto: José Ramón Pardo.
- Arte final: J. L. López.
- Diseño: Estudio Pedro Delgado.
- Management: RLM, BMG Ariola España.

junio de 1989